# Illiria

Tribù illiriche prima della conquista romana

L'Illiria o Illirico (per i romani Illyricum) era la regione corrispondente alla parte occidentale della penisola balcanica. Il territorio si estendeva verso la costa sud-orientale del Mare Adriatico al nord. 
Le principali città dell'Illiria erano Apollonia, Epidamno (odierna Durazzo in Albania), Scodra (l'odierna Scutari in Albania) e Rhizon (Risano, oggi in Montenegro).
I paesi che oggi farebbero parte dell'Illiria sarebbero: Albania, Montenegro, Kosovo, Bosnia ed Erzegovina, Croazia e Slovenia.

## Caratteristiche
Durante il XIX secolo e nei primi anni del XX, gli archeologi associarono gli Illiri con la cultura di Hallstatt, popolazione dell'età del ferro nota per la produzione di spade in bronzo e ferro, con l'elsa dalla forma alata (o a C) e per l'allevamento dei cavalli. Oggi, far corrispondere ad una cultura materiale un dato gruppo politico e linguistico è considerato un errore, poiché non abbiamo a disposizione la conoscenza dei cambiamenti culturali e linguistici.
L'area fu inizialmente abitata da due gruppi, noti dai tempi dell'Impero Romano con il nome di Pannoni e Dalmati, ma le moderne ideologie sul nazionalismo razziale tendono a minimizzare il fenomeno di commistione tribale che ha avuto luogo negli ultimi tre millenni.
Gli Illiri ebbero rapporti commerciali e conflitti con i loro vicini. . A sud e lungo le coste del Mare Adriatico, gli Illiri subirono molto l'influenza dei Greci, che vi fondarono delle postazioni commerciali. L'odierna città di Durazzo si sviluppò per l'appunto da una colonia greca nota come Epidamno, fondata alla fine del VII secolo a.C. Un'altra famosa colonia greca, Apollonia sorse tra Durazzo e la città portuale di Valona.
Gli Illiri scambiavano bestiame, cavalli, prodotti agricoli e forgiati nel rame locale e nel ferro, beni di lusso. Furti e guerre erano all'ordine del giorno tra le popolazioni illiriche, i loro pirati furono una lunga piaga per i marinai che solcavano l'Adriatico. I consigli degli anziani sceglievano un capo a guida di ognuna delle tribù illiriche.
Di volta in volta, i capi locali estendevano il controllo sopra altre tribù e formavano regni dalla breve vita. Durante il V secolo a.C., un centro ben sviluppato si era esteso a nord, sulla parte alta della valle del fiume Sava, oggi Slovenia. Fregi illirici sono stati scoperti nell'attuale città di Lubiana mostranti sacrifici rituali, festività, battaglie, eventi sportivi e altre attività.
Alcuni gruppi di Illiri migrarono al di là dell'Adriatico diretti nella penisola italica.

## Storia

### Il regno Illirico
Il regno illirico di re Bardylis divenne un significativo centro di potere nel IV secolo. Nel 359 a.C., il re di Macedonia, Perdicca III, fu ucciso durante un assalto agli Illiri. Nel 358 a.C., Filippo II il Macedone, padre di Alessandro Magno, li sconfisse e assunse il controllo del loro territorio fino al lago di Ocrida. Alessandro stesso condusse le truppe del loro capo Clito nel 335 a.C. e condottieri tribali illirici nonché molti soldati accompagnarono Alessandro alla conquista della Persia. Dopo la sua morte nel 323 a.C., regni Illirici indipendenti si ribellarono nuovamente. Nel 312 a.C. re Glauco espulse i greci da Durazzo. Verso la fine del III secolo a.C., un regno Illirico si stanziò nei pressi dell'odierna città albanese di Scutari e pose il suo controllo su parte dell'Albania settentrionale, Montenegro e Erzegovina. Sotto la regina Teuta, attaccarono imbarcazioni mercantili romane nel Mare Adriatico e diedero a Roma il motivo per invadere i Balcani.

### La provincia romana dell'Illyricum
Nelle guerre illiriche del 229 a.C. e del 219 a.C., Roma passò ben oltre i loro stanziamenti nelle valli del fiume Narenta e soppresse quella pirateria che aveva reso l'Adriatico un mare pericoloso. Nel 180 a.C. i Dalmati si dichiararono indipendenti dal re Genti, che pose la sua capitale a Scutari. I romani riottennero la regione nel 168 a.C., le truppe romane catturarono re Genzio a Scutari (che chiamavano "Scodra") e lo condussero a Roma nel 165 a.C. Un secolo dopo, Giulio Cesare e il suo rivale Pompeo combatterono la loro battaglia decisiva vicino Durazzo (Dyrrhachium). Apollonia divenne un centro culturale, e lo stesso Giulio Cesare vi inviò suo nipote Ottaviano (che diventerà l'imperatore Augusto), per intraprendere gli studi.
È solo in seguito alla rivolta dalmato-pannonica del 6-9 d.C., domata da Tiberio, che la provincia illirica, ora ampliata e sottomessa, fu divisa in Pannonia e Dalmazia.
Per circa quattro secoli, il dominio di Roma apportò nelle terre illiriche un notevole sviluppo commerciale e culturale e pose fine ai dissensi nati tra le tribù locali. Nelle montagne del luogo, i capi dei vari clan mantennero l'autorità, ma strinsero un'alleanza con l'imperatore e riconobbero l'autorità dei suoi delegati.
I romani stanziarono numerosi accampamenti legionari e colonie, ma la latinizzazione culturale si limitò alle città costiere. Inoltre supervisionarono la costruzione di acquedotti e strade, compresa la Via Egnatia, una famosa rotta militare e strada di commercio che conduceva da Durazzo attraversando la valle del fiume Shkumbini fino in Macedonia e a Bisanzio (poi chiamata Costantinopoli). Rame, argilla e argento venivano estratti dalle montagne. Le esportazioni principali erano vino, formaggio, olio e il pesce dal lago di Scutari e dal lago di Ocrida. Tra le importazioni erano inclusi vari attrezzi, manufatti in metallo, beni di lusso e altri articoli artigianali.
Gli Illiri si distinsero con i loro guerrieri nelle legioni romane e composero in gran parte la Guardia Pretoriana dalla fine del II secolo in poi, quando Settimio Severo congedò in massa gli Italici che la componevano precedentemente. Vari imperatori romani nacquero in città della provincia Illiria. Tra questi Diocleziano (284-305) che salvò l'impero dalla disintegrazione introducendo delle riforme istituzionali, Costantino I (324-337) che tollerò il Cristianesimo e trasferì la capitale dell'impero da Roma a Bisanzio, che chiamò Costantinopoli e Giustiniano I (527-565) che organizzò il diritto romano, costruì la ben nota basilica di Bisanzio, l'Hagia Sophia e si adoperò per riprendere il controllo sui territori persi.
La civiltà latina nell'Illirico arretrò a seguito delle invasioni barbariche, conclusesi con lo stanziamento permanente degli Slavi nella regione.

## Uso moderno del termine

### Le Province Illiriche
Le Province Illiriche furono uno dei governatorati dell'Impero napoleonico, costituito in seguito al trattato di Vienna (14 ottobre 1809). Comprendeva gli antichi domini veneziani della Dalmazia e dell'Istria, Ragusa, e le province austriache dell'Alta Carinzia, Carniola, Istria, Friuli e Croazia meridionale. La capitale fu Laibach (Lubiana). Furono amministrate dal generale Auguste Marmont, e per la parte civile da Vincenzo Dandolo, provveditore generale in Dalmazia. Occupate dagli Austriaci nel 1813, le Province Illiriche furono assegnate agli Asburgo dal congresso di Vienna.

### Il Regno d'Illiria
Il regno d'Illiria fu un regno dell'Impero austriaco, costituito dopo la seconda caduta del Bonaparte con i territori settentrionali delle vecchie Province Illiriche francesi.
Ebbe da sempre due distinte amministrazioni:
- Una, facente capo a Trieste, detta del Litorale (vale a dire la parte più orientale del territorio attribuito all'Impero nel 1815 durante il Congresso di Vienna con nome di Fianco d'Italia), la quale era suddivisa nei circoli di Gorizia (cioè l'alta e media Giulia carsico-isontina entro i limiti storici della Contea), di Trieste (i territori del Comune di San Giusto e di quasi tutta l'Istria già veneziana) e di Fiume (l'ex contea di Pisino, l'albonese e la parte quarnerina della Liburnia fino alla Baia di Buccari).
- Un'altra, detta propriamente Illirica, comprendente parte della Carinzia e la Carniola.

Data la sua provvisorietà, scomparve nel 1849.

## Religione
Inizialmente la religione principale era il paganesimo, successivamente il cristianesimo si diffuse nelle terre illiriche durante il I secolo d.C. San Paolo scrisse di aver predicato anche nelle province romane dell'Illiria, e la leggenda narra di una sua visita a Durazzo.

## Toponomastica
Il nome "Illiria" ebbe più valore amministrativo dopo la divisione dell'impero romano attuata da Diocleziano. Il termine fu ripreso da Napoleone per la creazione delle Province Illiriche che furono incorporate nell'impero francese dal 1809 al 1813 e il Regno d'Illiria fu parte dell'Austria fino al 1849, dopodiché il termine venne abbandonato con la riorganizzazione dell'Impero austro-ungarico.
Il termine Illirici fu usato da qualche popolazione croata durante il periodo del nazionalismo romantico nel XIX secolo ma poi evitato poiché dava luogo ad anacronismi potenzialmente ingannevoli.
In letteratura il termine Illiria è stato utilizzato per indicare un paese parzialmente di fantasia da William Shakespeare ne La dodicesima notte e da Lloyd Alexander in Avventura in Illiria. 'Illiria' è il paese in cui si svolge l'azione dell'opera di J.P.Sartre Le mani sporche.

## Galleria d'immagini

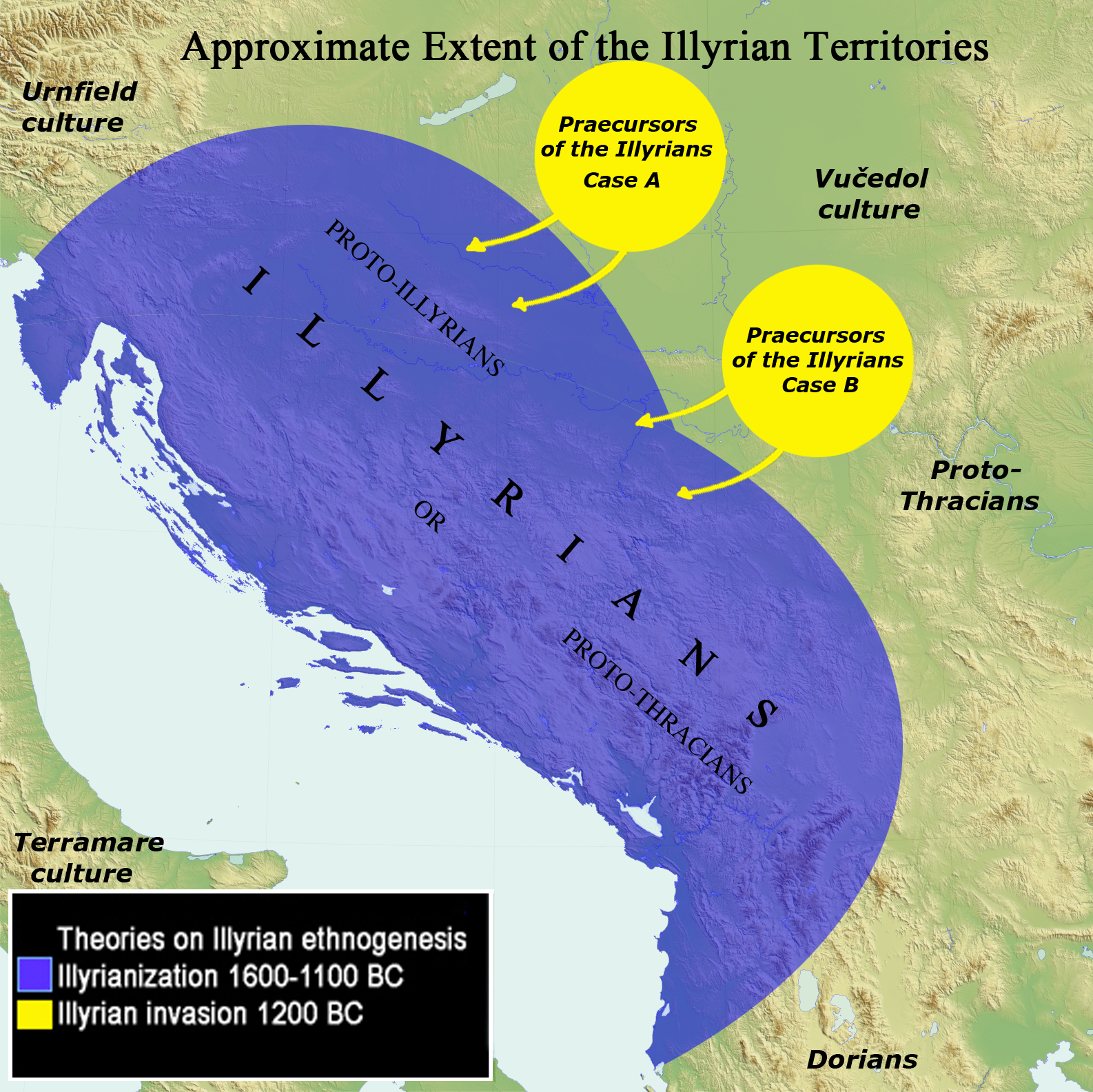
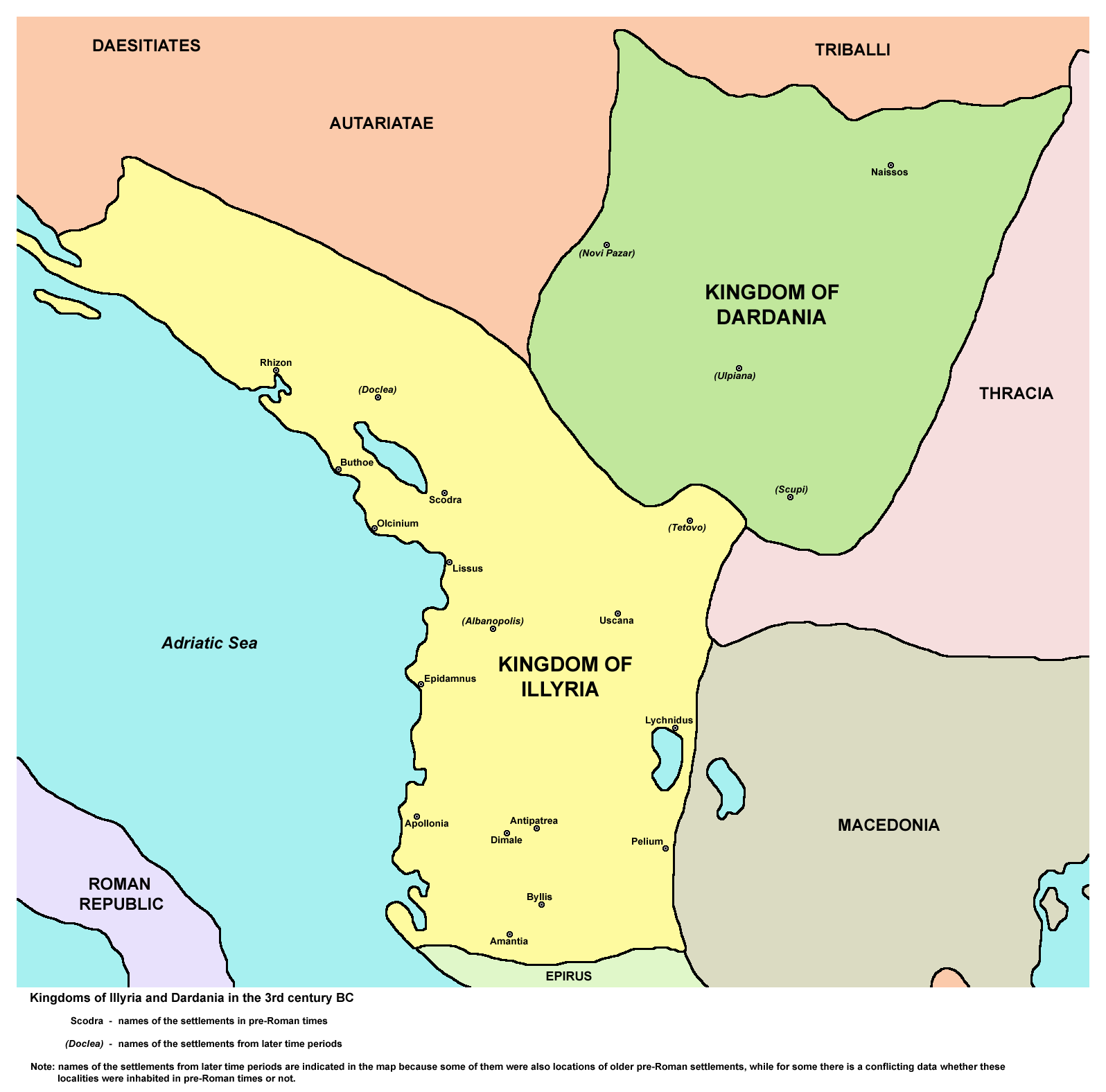
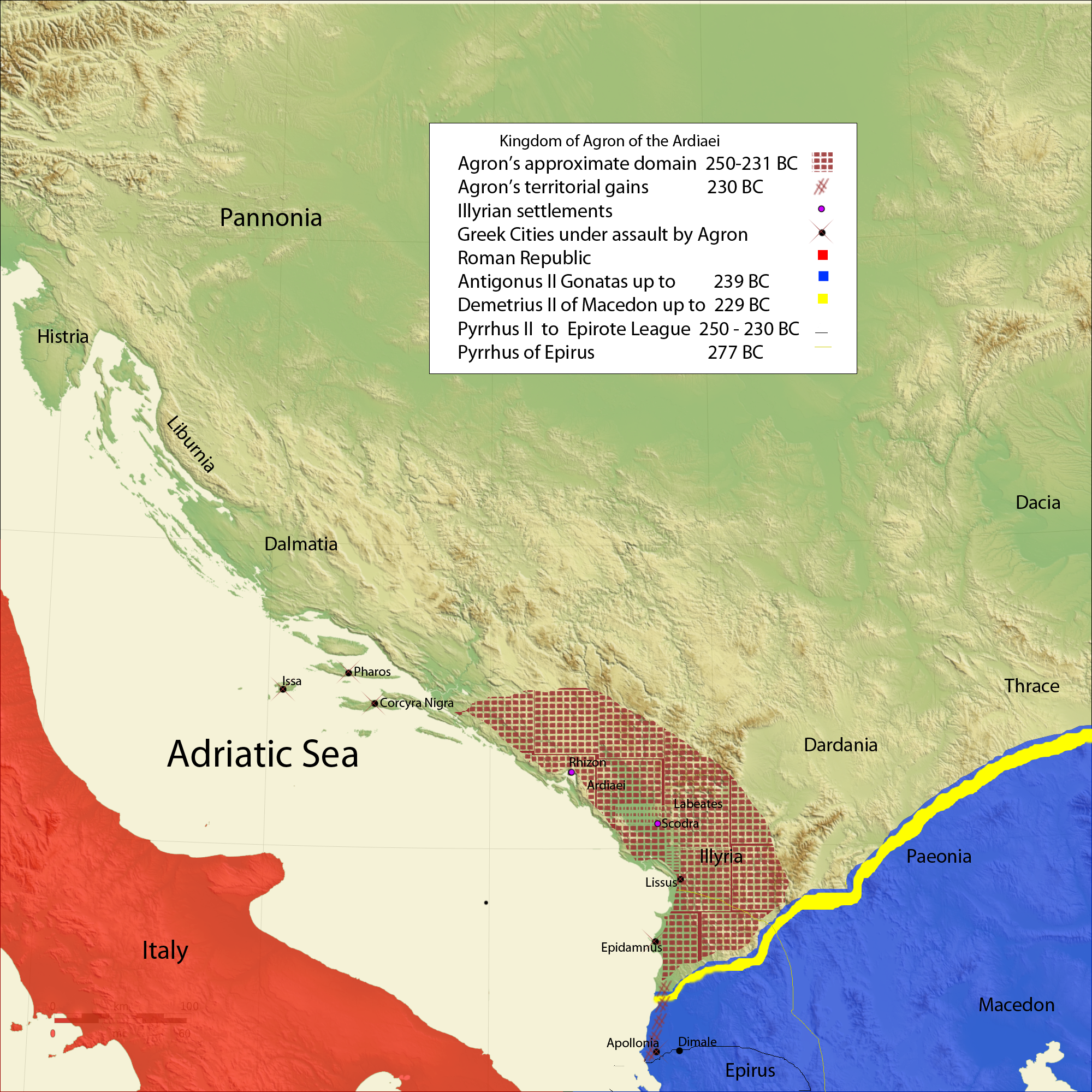
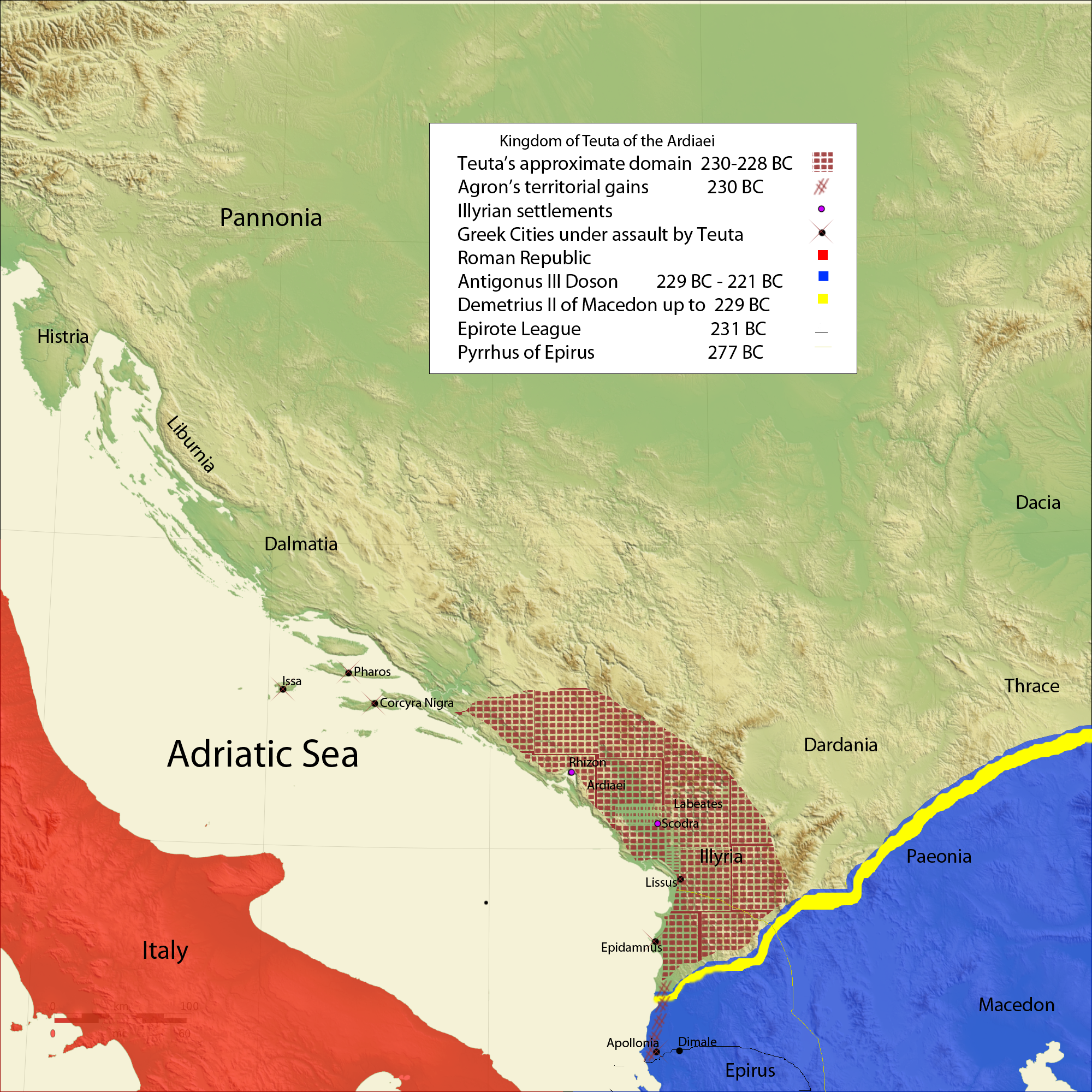
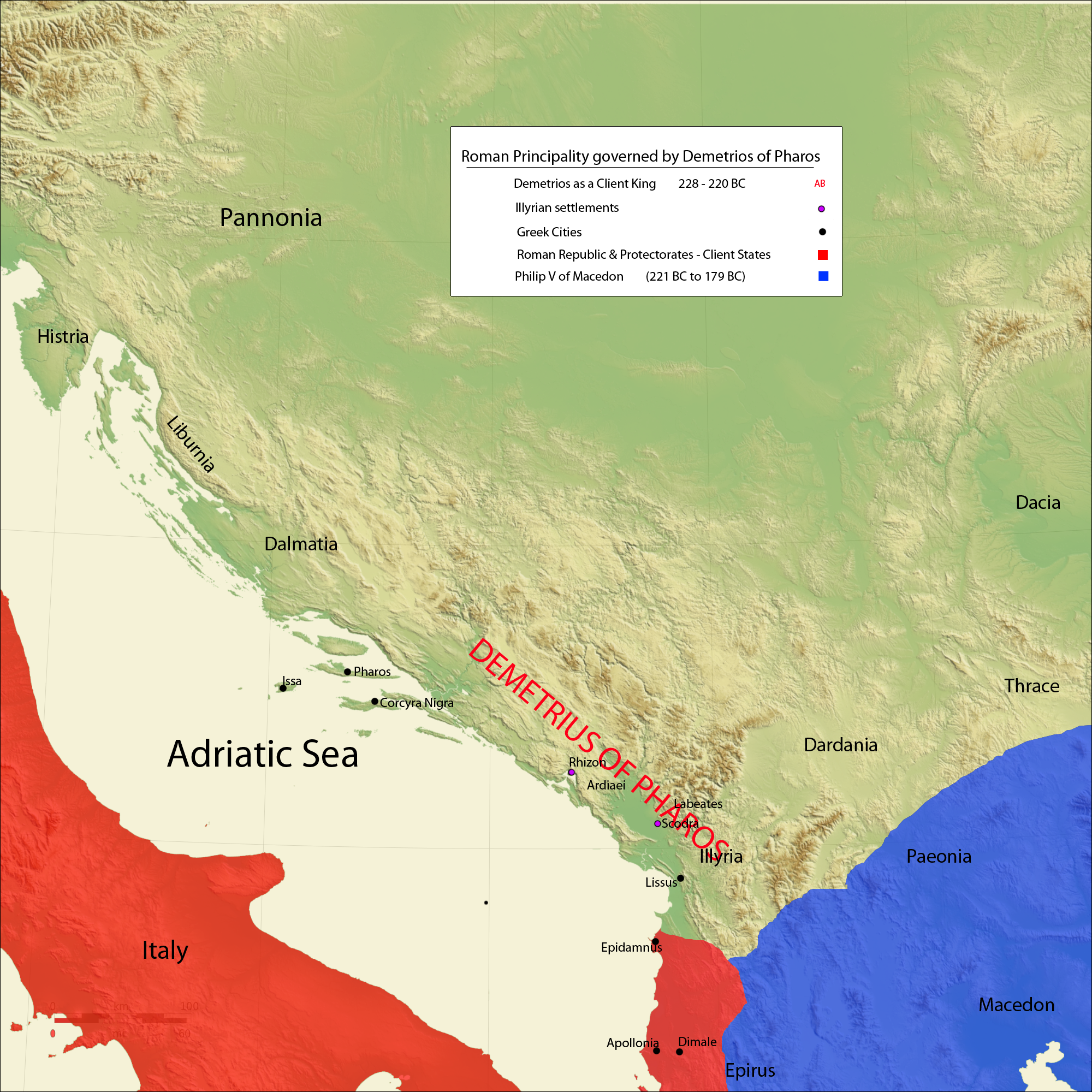